# Heliophanus chovdensis
Heliophanus chovdensis är en spindelart som beskrevs av Prószynski 1982. Heliophanus chovdensis ingår i släktet Heliophanus och familjen hoppspindlar. Inga underarter finns listade i Catalogue of Life.